# De Rieshoek

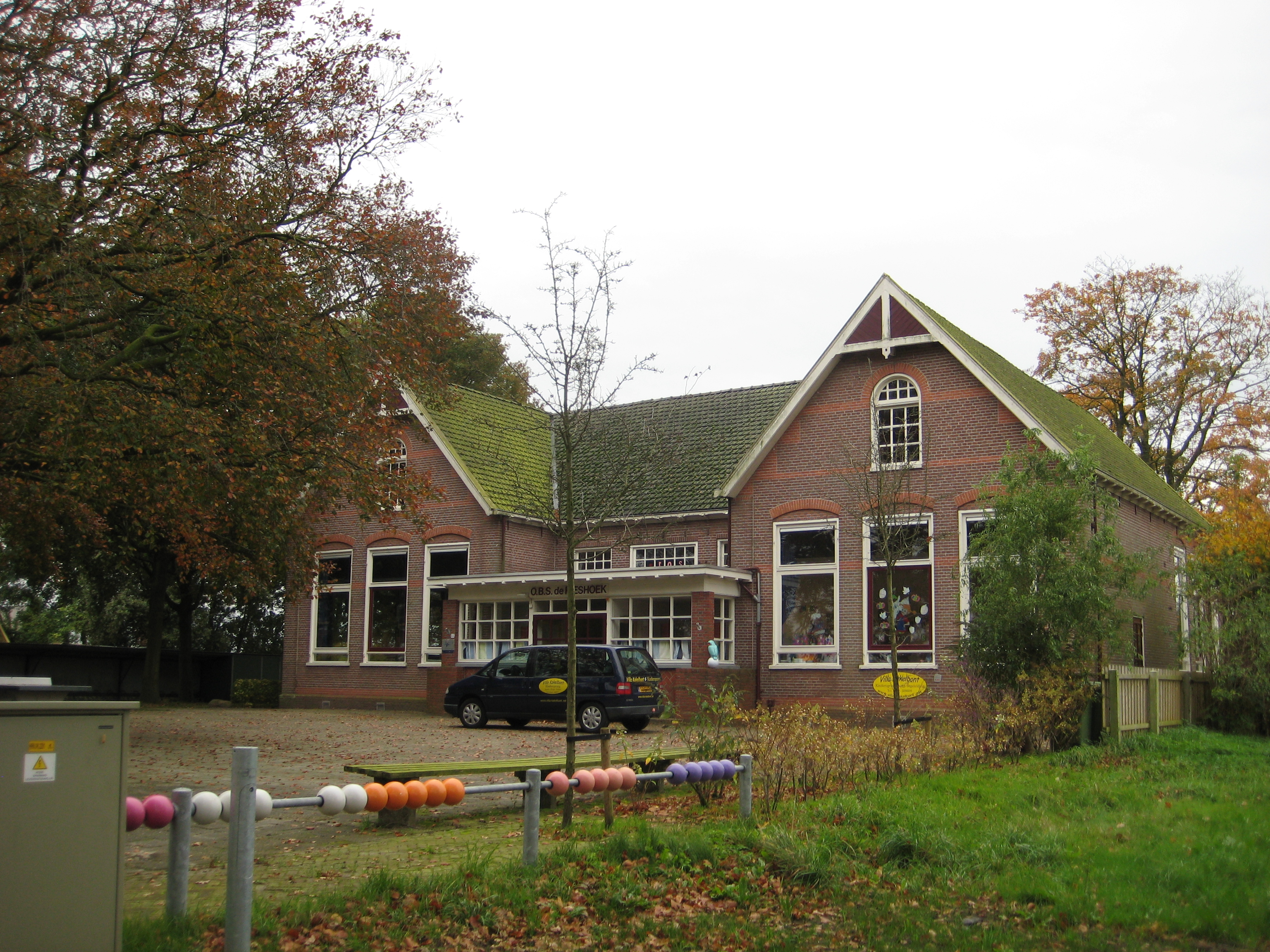
De voormalige basisschool De Rieshoek uit 1908, dat sinds de sluiting van de school in 2014 verschillende functies herbergt.

De Rieshoek is een voormalige basisschool aan de Zuidlaarderweg 63 aan westzijde van het Nederlandse dorp Noordlaren. Het gebouw werd gebouwd in 1908 en vormt tegenwoordig een gemeentelijk monument. Voor de school staat een rode beuk, die in 1909 werd geplant bij de geboorte van prinses Juliana. In 1986 werd op de locatie waar toen nog de kleuterschool gevestigd was het beeld 'het kalf' geplaatst van kunstenares Annemiek Bennink, dat in 1992 werd verplaatst naar het schoolgebouw.

## Geschiedenis

### Middeleeuwen
Reeds vanaf de middeleeuwen werd er onderwijs gegeven in het dorp. In 1215 werd namelijk door Paus Innocentius III voorgeschreven dat er bij elke parochiekerk een school moest zijn. Dergelijke scholen werden doorgaans geleid door de pastoor. In 1455 wordt in Noordlaren voor het eerst melding gemaakt van een 'kosterpaep'. Het is niet bekend waar de eerste school gestaan heeft, maar mogelijk was dit nabij de plek van de latere kosterij. Latere scholen stonden in elk geval wel naast de kosterij. Waarschijnlijk viel deze school echter ten prooi aan brand tijdens de Tachtigjarige Oorlog in 1591. 

### 17e - 19e eeuw
Na de reductie werd in 1602 besloten om het ambt van predikant en koster te scheiden in Noordlaren. De predikant behield wel het toezicht op de school. Tussen 1595 en 1644 waren de kerken van Haren en Noordlaren echter gecombineerd, waarbij de predikant in Haren woonde. Vanwege de afstand naar Noordlaren en de slechte wegen liet de predikant het toezicht daarom meestal over aan de koster. Regelmatig contact tussen beide ambten was echter wel van belang en in 1633 leidde dit er zelfs toe dat de koster trouwde met het dienstmeisje van de predikant. In 1672 werd het toezicht nogmaals benadrukt toen de Gedeputeerde Staten van de stad Groningen een resolutie uitvaardigden dat de predikanten toezicht dienden te houden op de kwaliteit van de scholen in de dorpen die onder de stad vielen (zoals Noordlaren). De stad benoemde tot de omwenteling van 1795 ook de kosters.
Omdat het dorp de Tachtigjarige oorlog slechts moeilijk te boven kwam werd er na de brand van 1591 pas in 1629 werd een nieuwe school gebouwd. Deze nieuwe school had volgens een beschrijving uit die tijd lemen wanden en een rieten dak met een nok van roggestro: Waarschijnlijk waren de meeste huizen in Noordlaren destijds zo gebouwd in verband met het feit dat stenen destijds zeer duur waren. In 1660 brandden als gevolg van oorlogshandelingen waarschijnlijk zowel de kosterij als de school af. Waarschijnlijk werden de kosterij en school vervolgens wel heropgebouwd uit baksteen. De school was tot begin 19e eeuw in de zomer gesloten. Niet alleen omdat de kinderen dan mee moesten helpen op het land, maar ook omdat de koster zelf ook een boerenbedrijf had dat zomers draaiende gehouden moest blijven.
| Jaar | Aantal |
| ---- | ------ |
| 1814 | 31     |
| 1815 | 37     |
| 1851 | 72     |
| 1856 | 65     |
| 1861 | 76     |
| 1907 | 93     |

| Jaar | Aantal |
| ---- | ------ |
| 1908 | 107    |
| 1952 | 77     |
| 1982 | 58     |
| 1986 | 65     |
| 2002 | 120    |
| 2005 | 111    |
| 2012 | 52     |

Met de inwerkingtreding van de Bataafse Republiek in 1795 werd de aanstelling van de kosters voortaan neergelegd bij de nieuwe gemeente Haren en met de Schoolwet van 1801 en de Onderwijswet van 1806 werd het toezicht voortaan geregeld door inspecteurs van het Rijk. Deze inspecteurs waren niet echt te spreken over de staat van het onderwijs in Noordlaren. De school werd begin 19e eeuw door de schoolopziener een 'zwijnenstal' genoemd. Daarop werd er tussen 1810 en 1811 een nieuwe school gebouwd met twee klassen. De school werd verbouwd en vergroot in 1847 of 1848. In 1869 werd een nieuwe school gebouwd dat mogelijk toen al drie klassen telde. Door de schoolwet van 1878 kreeg de gemeente meer financiering voor het onderwijs en gingen meer kinderen naar school, omdat de gemeente gratis onderwijs bood aan kinderen van ouders die het niet konden betalen. Ook werden de klassen kleiner gemaakt. Hierdoor werd de school te klein en in 1881 werd deze daarop verbouwd. Dit bracht echter onvoldoende solaas en in 1888 vaardigde de gemeente een verordening uit waarmee het verboden werd dat er kinderen van buiten de gemeente (uit Midlaren) naar de school kwamen. In 1891 werden de schoollokalen verbouwd waarvoor er extra grond van de kosterij werd aangekocht.

### Bouw van De Rieshoek
In 1907 telde school 93 leerlingen, waarvan ruim de helft (46 leerlingen) kosteloos naar school gingen omdat hun ouders het niet konden betalen. Leerlingen bleven echter soms thuis om mee te helpen met het hooien en aardappelkrabben. Het grote aantal leerlingen deed de gemeente echter wel besluiten tot de bouw van een nieuwe en grotere school. Ook omdat de noordelijke schoolgrens al tijdelijk was verschoven naar de zuidelijker gelegen Vogelzangsteeg om de instroom te beperken. Een andere reden hiervoor was dat de school niet meer voldeed aan de bouwkundige eisen en niet op het zuiden gelegen was, hetgeen de lichtinval niet ten goede kwam. De locatie van de nieuwe school gaf veel aanleiding tot discussie. Uiteindelijk werd de huidige locatie aan de Zuidlaarderweg gekozen naast de tramlijn Groningen-Zuidlaren gekozen omdat het in de planning lag het dorp alleen in die richting uit te breiden en omdat ongeveer 5/6e van de kinderen vanuit die richting naar school kwam. In 1908 kwam het nieuwe gebouw gereed. Aanvankelijk lag het in de bedoeling om een school van het 'type Glimmen' te bouwen, maar uiteindelijk werd gekozen voor een voor die tijd moderne halschool van vier klassen. De school werd ontworpen door gemeentearchitect Hendrik Evenhuis en gebouwd door de Noordlaarder aannemer Hendrik Sikkens, die als het goedkoopste uit de inschrijving kwam. Het extra vierde lokaal werd gebruikt als gymnastieklokaal. Het ontwerp werd overigens niet door iedereen bejubeld: In 1952 klaagde het hoofd van de school dat van de vier lokalen er slechts 1 inval van de zon had. De oude school werd in 1909 verkocht aan de kerk die aanvankelijk plannen had om er het catechisatieonderwijs onder te brengen, maar in 1910 het oude gebouw toch maar liet slopen, waarop de grond bij de kosterij werd getrokken. 

### Gebruik als school
Tussen 1906 en 1935 werd de school geleid door meester Tonnis Kool, die net als zijn voorgangers tevens koster-organist was. Hij was verantwoordelijk voor het opzetten van landbouwonderwijs, organiseerde de eerste schoolreisjes, was in 1909 medeoprichter van de Coöperatieve Boerenleenbank (voorloper Rabobank Haren-Groningen), een van de grootste pleitbezorgers van de ruilverkaveling Noordlaarder Made in de jaren 1920 en zat in diverse waterschapsbesturen. Hij vertrok bij zijn pensionering in 1935 met ruzie omdat de predikant had gezegd dat hij ook de kosterij (en daarmee het dorp) moest verlaten omdat zijn kerkbegeleiding de laatste tijd ook te wensen over zou hebben gelaten. Naar hem is de Meester Koolweg in het dorp vernoemd.
In 1944 werd de school gevorderd door de Duitsers en werden de leraren verplicht om te werken voor Organisation Todt, waarbij zij onder andere loopgraven moesten graven in het Noordlaarderbos. In april 1945 werd de school nog een tijdlang gebruikt door de Canadese geallieerde troepen alvorens deze weer in gebruik genomen kon worden. In de jaren na de oorlog schommelde het aantal leerlingen rond de 70, wat betekende dat er soms 3 leraren en soms (zoals tussen 1949 en 1952) 2 leraren aan de school verbonden waren. In 1953 werd de school verbouwd.
In 1951 werd een kleuterschool in het gebouw gehuisvest. In 1974 verhuisde de kleuterschool naar een nieuw gebouw midden in een weiland aan de Achter de Hoven 12 aan overzijde van de Zuidlaarderweg. Vanwege die locatie werd dit gebouw het Hovenhoekje gedoopt.
In 1954 vond er een dorpsrel plaats over de kwaliteit van het christelijk onderwijs. Een groep verontruste ouders wilde een meer christelijke signatuur van de school en dreigde een christelijke school te stichten in Noordlaren. Daarvoor was een minimum van 57 leerlingen vereist, maar een aantal ouders die daarvoor tekenden kwamen hier achteraf op terug, waarop het plan niet doorging. In plaats daarvan lieten een aantal ouders hun kinderen in Glimmen maar school gaan. De sfeer in het dorp was door de schoolstrijd een tijdlang bedorven. 
In 1977 werd de school tijdens de treinkaping bij De Punt bewaakt door militairen in verband met een mogelijke gijzeling door Molukkers.
In 1982 werd de school gemoderniseerd. In 1985 trad de Wet op het Basisonderwijs in werking en werden stappen gezet om tot een basisschool te komen. Kort daarna, in 1986, kreeg de school een twintigtal nieuwe leerlingen door de sluiting van de school van Midlaren dat jaar. De gemeente wilde ondertussen een nieuwe basisschool bouwen aan de Achter de Hoven naast de bestaande kleuterschool. De bewoners van Noordlaren wilden echter het in hun ogen karakteristieke schoolgebouw behouden en organiseerden daarom een demonstratieve optocht bij het gemeentehuis, waarbij ze de burgemeester 400 handtekeningen aanboden tegen de verplaatsing. De gemeente keurde daarop het oude gebouw alsnog goed voor gebruik als basisschool en liet het gebouw daarop in 1992 renoveren om ook de kleuterschool erbij te kunnen huisvesten. Het gebouw werd daarbij uitgebreid tot 5 lokalen met een centrale hal en een speellokaal. De naam van de nieuwe school werd De Rieshoek, verwijzend naar de wilgen die vroeger op de plek van de school stonden en gebruikt werden als rijshout (riesholt); voor het maken van bezems. De plek stond daarom vroeger bekend onder de Groningse naam 'Riesbargen'. De schoolkinderen kwamen vooral uit het dorp en daarnaast uit Onnen en Zuidlaren.

### Sluiting van de school
In 2008 droeg de gemeente Haren het gezag over het onderwijs over aan de nieuw opgerichte Stichting Baasis die voortaan het onderwijs in de gemeenten Haren en Tynaarlo moest organiseren. Deze stichting liet al snel doorschemeren dat ze scholen met minder dan 60 leerlingen wilde sluiten omdat kleinere scholen gedacht worden vaak slechter te presteren dan grotere scholen. Het leerlingenaantal van Noordlaren lag in het schooljaar 2012-2013 op 52 en de verwachting was dat dit aantal nog verder zou teruglopen. Nadat de Onderwijsraad de minister adviseerde om scholen met minder dan 100 leerlingen te sluiten nam Stichting Baasis dit standpunt over. De stichting verkeerde al snel na oprichting in financiële problemen en wilde daarom zo veel mogelijk bezuinigen. Dit leidde er in Noordlaren toe dat halverwege het schooljaar het contract van de onderwijzer van de groepen 1, 2 en 3 niet werd verlengd, hetgeen er weer toe leidde dat verschillende ouders hun kinderen overplaatsten naar andere scholen en zodoende de positie van de school steeds verder verslechterde. De directeur van Stichting Baasis werd verweten de schijn op te houden een sterfhuisconstructie voor te staan omdat kleine scholen te duur zouden zijn. Eind 2013 besloot stichting Baasis tot de sluiting van de school en fusie met de Quintusschool in Glimmen.

### Nieuwe invulling
Na de sluiting ging men op zoek naar een nieuwe invulling voor het gebouw. In overleg met de gemeente werd overeengekomen dat dorpsbewoners zelf een invulling mochten zoeken, maar wel een die te combineren viel met de functie van dorpshuis De Hoeksteen, zodat er geen concurrentie zou ontstaan. Besloten werd dat de nieuw te huisvesten activiteiten en meerwaarde moesten vormen voor het dorp. In de herfst van 2014 werd het gebouw in gebruik genomen. Tot de nieuwe functies behoren een kinderopvang en buitenschoolse opvang (Oki), dagbesteding en huiskamercafé (Stichting Leff), diverse ateliers en andere kleine ondernemers.